# 托瓦拉加 (喬治亞州)
托瓦拉加（英語：Towalaga）是位於美國喬治亞州斯波爾丁縣的一個非建制地區。該地的面積和人口皆未知。

## 地理
托瓦拉加的座標為33°18′51″N 84°12′17″W / 33.31417°N 84.20472°W，而該地的平均海拔高度為228米（即748英尺）。